# Beachvolleybal op de Aziatische Spelen 2022 (mannen)
Het beachvolleybaltoernooi voor mannen tijdens de Aziatische Spelen 2022 in Hangzhou vond plaats van 19 tot en met 28 september 2023. De wedstrijden werden gespeeld in Ningbo in een beachvolleybalstadion van Banbianshan Tourist Holiday Resort. Aan het toernooi deden 27 paren uit zestien landen mee. De teams waren verdeeld over acht groepen waarbij de twee beste teams per groep zich voor de achtste finales plaatsten. Vanaf de achtste finale werd via een knockoutsysteem gespeeld.
Het Qatarese duo Cherif Younousse en Ahmed Tijan prolongeerde hun titel tegen de Chinezen Ha Likejiang en Wu Jiaxin. Het brons ging naar de Kazachen Sergej Bogatoe en Dmitri Jakovlev die in de troostfinale te sterk waren voor Abbas Pouraskari en Alireza Aghajani uit Iran.

## Groepsfase
|  | Naar laatste zestien |

### Groep A
| # | Ploeg             | Punten | Wedstrijden | Wedstrijden | Sets | Sets | Sets  | Spelpunten | Spelpunten | Spelpunten |
| # | Ploeg             | Punten | W           | V           | W    | V    | Ratio | W          | V          | Ratio      |
| - | ----------------- | ------ | ----------- | ----------- | ---- | ---- | ----- | ---------- | ---------- | ---------- |
| 1 | Ha / Wu           | 4      | 2           | 0           | 4    | 1    | 4,000 | 101        | 79         | 1,278      |
| 2 | Garcia / Buytrago | 3      | 1           | 1           | 3    | 2    | 1,500 | 98         | 82         | 1,195      |
| 3 | Ismail / Naseem   | 2      | 0           | 2           | 0    | 4    | 0,000 | 46         | 84         | 0,548      |

| Datum        |                   | Score |                   | Set 1   | Set 2   | Set 3   |
| ------------ | ----------------- | ----- | ----------------- | ------- | ------- | ------- |
| 20 september | Ha / Wu           | 2 – 1 | Garcia / Buytrago | 21 – 18 | 20 – 22 | 18 – 16 |
| 21 september | Ha / Wu           | 2 – 0 | Ismail / Naseem   | 21 – 11 | 21 – 12 |         |
| 22 september | Garcia / Buytrago | 2 – 0 | Ismail / Naseem   | 21 – 11 | 21 – 12 |         |

### Groep B
| # | Ploeg               | Punten | Wedstrijden | Wedstrijden | Sets | Sets | Sets  | Spelpunten | Spelpunten | Spelpunten |
| # | Ploeg               | Punten | W           | V           | W    | V    | Ratio | W          | V          | Ratio      |
| - | ------------------- | ------ | ----------- | ----------- | ---- | ---- | ----- | ---------- | ---------- | ---------- |
| 1 | Younousse / Tijan   | 4      | 2           | 0           | 4    | 0    | MAX   | 84         | 46         | 1,826      |
| 2 | Pribadi / Efendi    | 3      | 1           | 1           | 2    | 3    | 0,667 | 79         | 87         | 0,908      |
| 3 | Requinton / Abdilla | 2      | 0           | 2           | 1    | 4    | 0,250 | 61         | 91         | 0,670      |

| Datum        |                   | Score |                     | Set 1   | Set 2   | Set 3  |
| ------------ | ----------------- | ----- | ------------------- | ------- | ------- | ------ |
| 19 september | Pribadi / Efendi  | 2 – 1 | Requinton / Abdilla | 13 – 21 | 21 – 16 | 15 – 8 |
| 20 september | Younousse / Tijan | 2 – 0 | Pribadi / Efendi    | 21 – 12 | 21 – 18 |        |
| 22 september | Younousse / Tijan | 2 – 0 | Requinton / Abdilla | 21 – 9  | 21 – 7  |        |

### Groep C
| # | Ploeg             | Punten | Wedstrijden | Wedstrijden | Sets | Sets | Sets  | Spelpunten | Spelpunten | Spelpunten |
| # | Ploeg             | Punten | W           | V           | W    | V    | Ratio | W          | V          | Ratio      |
| - | ----------------- | ------ | ----------- | ----------- | ---- | ---- | ----- | ---------- | ---------- | ---------- |
| 1 | Taovato / Tipjan  | 4      | 2           | 0           | 4    | 0    | MAX   | 84         | 56         | 1,500      |
| 2 | Takahashi / Ageba | 3      | 1           | 1           | 2    | 2    | 1,000 | 72         | 65         | 1,108      |
| 3 | Wong / Lam        | 2      | 0           | 2           | 0    | 4    | 0,000 | 49         | 84         | 0,583      |

| Datum        |                   | Score |                   | Set 1   | Set 2   | Set 3 |
| ------------ | ----------------- | ----- | ----------------- | ------- | ------- | ----- |
| 19 september | Takahashi / Ageba | 2 – 0 | Wong / Lam        | 21 – 9  | 21 – 14 |       |
| 20 september | Taovato / Tipjan  | 2 – 0 | Takahashi / Ageba | 21 – 14 | 21 – 16 |       |
| 22 september | Taovato / Tipjan  | 2 – 0 | Wong / Lam        | 21 – 14 | 21 – 12 |       |

### Groep D
| # | Ploeg                  | Punten | Wedstrijden | Wedstrijden | Sets | Sets | Sets  | Spelpunten | Spelpunten | Spelpunten |
| # | Ploeg                  | Punten | W           | V           | W    | V    | Ratio | W          | V          | Ratio      |
| - | ---------------------- | ------ | ----------- | ----------- | ---- | ---- | ----- | ---------- | ---------- | ---------- |
| 1 | Ashfiya / Akbar        | 4      | 2           | 0           | 4    | 1    | 4,000 | 98         | 73         | 1,342      |
| 2 | Kaewsai / Jongklang    | 3      | 1           | 1           | 3    | 2    | 1,500 | 87         | 87         | 1,000      |
| 3 | Al-Najjar / Al-Qishawi | 2      | 0           | 2           | 0    | 4    | 0,000 | 59         | 84         | 0,702      |

| Datum        |                     | Score |                        | Set 1   | Set 2   | Set 3   |
| ------------ | ------------------- | ----- | ---------------------- | ------- | ------- | ------- |
| 19 september | Ashfiya / Akbar     | 2 – 0 | Al-Najjar / Al-Qishawi | 21 – 12 | 21 – 16 |         |
| 20 september | Kaewsai / Jongklang | 1 – 2 | Ashfiya / Akbar        | 22 – 20 | 12 – 21 | 11 – 15 |
| 21 september | Kaewsai / Jongklang | 2 – 0 | Al-Najjar / Al-Qishawi | 21 – 12 | 21 – 19 |         |

### Groep E
| # | Ploeg             | Punten | Wedstrijden | Wedstrijden | Sets | Sets | Sets  | Spelpunten | Spelpunten | Spelpunten |
| # | Ploeg             | Punten | W           | V           | W    | V    | Ratio | W          | V          | Ratio      |
| - | ----------------- | ------ | ----------- | ----------- | ---- | ---- | ----- | ---------- | ---------- | ---------- |
| 1 | Wang / Li         | 4      | 2           | 0           | 4    | 0    | MAX   | 84         | 66         | 1,273      |
| 2 | Aldaş / Gurin     | 3      | 1           | 1           | 2    | 2    | 1,000 | 78         | 73         | 1,068      |
| 3 | Al-Arqan / Qusaya | 2      | 0           | 2           | 0    | 4    | 0,000 | 61         | 84         | 0,726      |

| Datum        |               | Score |                   | Set 1   | Set 2   | Set 3   |
| ------------ | ------------- | ----- | ----------------- | ------- | ------- | ------- |
| 19 september | Wang / Li     | 2 – 0 | Al-Arqan / Qusaya | 21 – 14 | 21 – 16 |         |
| 21 september | Aldaş / Gurin | 2 – 0 | Al-Arqan / Qusaya | 16 – 21 | 22 – 20 | 15 – 12 |
| 22 september | Wang / Li     | 2 – 0 | Aldaş / Gurin     | 21 – 17 | 21 – 19 |         |

### Groep F
| # | Ploeg                 | Punten | Wedstrijden | Wedstrijden | Sets | Sets | Sets  | Spelpunten | Spelpunten | Spelpunten |
| # | Ploeg                 | Punten | W           | V           | W    | V    | Ratio | W          | V          | Ratio      |
| - | --------------------- | ------ | ----------- | ----------- | ---- | ---- | ----- | ---------- | ---------- | ---------- |
| 1 | Pouraskari / Aghajani | 6      | 3           | 0           | 6    | 0    | MAX   | 126        | 68         | 1,853      |
| 2 | Assam / Nassim        | 5      | 2           | 1           | 4    | 2    | 2,000 | 111        | 79         | 1,405      |
| 3 | Lee / Kim             | 4      | 1           | 2           | 2    | 4    | 0,500 | 90         | 112        | 0,804      |
| 4 | Cheong / Wong         | 3      | 0           | 3           | 0    | 6    | 0,000 | 58         | 126        | 0,460      |

| Datum        |                       | Score |                       | Set 1   | Set 2   | Set 3 |
| ------------ | --------------------- | ----- | --------------------- | ------- | ------- | ----- |
| 19 september | Pouraskari / Aghajani | 2 – 0 | Cheong / Wong         | 21 – 11 | 21 – 8  |       |
| 19 september | Assam / Nassim        | 2 – 0 | Lee / Kim             | 21 – 10 | 21 – 16 |       |
| 20 september | Cheong / Wong         | 0 – 2 | Lee / Kim             | 11 – 21 | 17 – 21 |       |
| 20 september | Assam / Nassim        | 0 – 2 | Pouraskari / Aghajani | 15 – 21 | 12 – 21 |       |
| 21 september | Assam / Nassim        | 2 – 0 | Cheong / Wong         | 21 – 6  | 21 – 5  |       |
| 21 september | Pouraskari / Aghajani | 2 – 0 | Lee / Kim             | 21 – 11 | 21 – 11 |       |

### Groep G
| # | Ploeg                   | Punten | Wedstrijden | Wedstrijden | Sets | Sets | Sets  | Spelpunten | Spelpunten | Spelpunten |
| # | Ploeg                   | Punten | W           | V           | W    | V    | Ratio | W          | V          | Ratio      |
| - | ----------------------- | ------ | ----------- | ----------- | ---- | ---- | ----- | ---------- | ---------- | ---------- |
| 1 | Bogatoe / Jakovlev      | 6      | 3           | 0           | 6    | 1    | 6,000 | 135        | 92         | 1,467      |
| 2 | Al-Housni / Al-Shereiqi | 5      | 2           | 1           | 5    | 2    | 2,500 | 130        | 93         | 1,398      |
| 3 | Correia / Valente       | 4      | 1           | 2           | 2    | 4    | 0,500 | 88         | 113        | 0,779      |
| 4 | Kim / Bae               | 3      | 0           | 3           | 0    | 6    | 0,000 | 71         | 126        | 0,563      |

| Datum        |                         | Score |                    | Set 1   | Set 2   | Set 3  |
| ------------ | ----------------------- | ----- | ------------------ | ------- | ------- | ------ |
| 19 september | Bogatoe / Jakovlev      | 2 – 0 | Correia / Valente  | 21 – 11 | 21 – 11 |        |
| 19 september | Al-Housni / Al-Shereiqi | 2 – 0 | Kim / Bae          | 21 – 8  | 21 – 10 |        |
| 20 september | Correia / Valente       | 2 – 0 | Kim / Bae          | 21 – 12 | 21 – 17 |        |
| 20 september | Al-Housni / Al-Shereiqi | 1 – 2 | Bogatoe / Jakovlev | 16 – 21 | 21 – 15 | 9 – 15 |
| 21 september | Al-Housni / Al-Shereiqi | 2 – 0 | Correia / Valente  | 21 – 11 | 21 – 13 |        |
| 21 september | Bogatoe / Jakovlev      | 2 – 0 | Kim / Bae          | 21 – 16 | 21 – 8  |        |

### Groep H
| # | Ploeg                    | Punten | Wedstrijden | Wedstrijden | Sets | Sets | Sets  | Spelpunten | Spelpunten | Spelpunten |
| # | Ploeg                    | Punten | W           | V           | W    | V    | Ratio | W          | V          | Ratio      |
| - | ------------------------ | ------ | ----------- | ----------- | ---- | ---- | ----- | ---------- | ---------- | ---------- |
| 1 | Salemi / Shokati         | 6      | 3           | 0           | 6    | 0    | MAX   | 126        | 63         | 2,000      |
| 2 | Al-Jalbubi / Al-Hashimi  | 5      | 2           | 1           | 4    | 2    | 2,000 | 112        | 97         | 1,155      |
| 3 | Roestamzoda / Toersoenov | 4      | 1           | 2           | 2    | 4    | 0,500 | 87         | 121        | 0,719      |
| 4 | Tam / Chan               | 3      | 0           | 3           | 0    | 6    | 0,000 | 83         | 127        | 0,654      |

| Datum        |                         | Score |                          | Set 1   | Set 2   | Set 3 |
| ------------ | ----------------------- | ----- | ------------------------ | ------- | ------- | ----- |
| 19 september | Al-Jalbubi / Al-Hashimi | 2 – 0 | Tam / Chan               | 21 – 9  | 21 – 17 |       |
| 20 september | Salemi / Shokati        | 2 – 0 | Roestamzoda / Toersoenov | 21 – 9  | 21 – 6  |       |
| 21 september | Tam / Chan              | 0 – 2 | Roestamzoda / Toersoenov | 17 – 21 | 20 – 22 |       |
| 21 september | Salemi / Shokati        | 2 – 0 | Al-Jalbubi / Al-Hashimi  | 21 – 17 | 21 – 11 |       |
| 22 september | Salemi / Shokati        | 2 – 0 | Tam / Chan               | 21 – 8  | 21 – 12 |       |
| 22 september | Al-Jalbubi / Al-Hashimi | 2 – 0 | Roestamzoda / Toersoenov | 21 – 15 | 21 – 14 |       |

## Eindronde
| Achtste finale | Achtste finale          | Achtste finale | Achtste finale | Achtste finale |  |  | Kwartfinale        | Kwartfinale           | Kwartfinale | Kwartfinale | Kwartfinale |  |  | Halve finale | Halve finale          | Halve finale | Halve finale | Halve finale |  |              | Finale                | Finale             | Finale       | Finale       | Finale |
|                |                         |                |                |                |  |  |                    |                       |             |             |             |  |  |              |                       |              |              |              |  |              |                       |                    |              |              |        |
|                | Ha / Wu                 | 21             | 21             |                |  |  |                    |                       |             |             |             |  |  |              |                       |              |              |              |  |              |                       |                    |              |              |        |
|                | Pribadi / Efendi        | 19             | 18             |                |  |  |                    | Ha / Wu               | 21          | 21          |             |  |  |              |                       |              |              |              |  |              |                       |                    |              |              |        |
|                | Assam / Nassim          | 12             | 15             |                |  |  | Wang / Li          | 13                    | 18          |             |             |  |  |              |                       |              |              |              |  |              |                       |                    |              |              |        |
|                | Wang / Li               | 21             | 21             |                |  |  |                    |                       |             |             |             |  |  |              | Ha / Wu               | 26           | 21           |              |  |              |                       |                    |              |              |        |
|                | Pouraskari / Aghajani   | 21             | 21             |                |  |  |                    |                       |             |             |             |  |  |              | Pouraskari / Aghajani | 24           | 16           |              |  |              |                       |                    |              |              |        |
|                | Kaewsai / Jongklang     | 15             | 15             |                |  |  |                    | Pouraskari / Aghajani | 14          | 21          | 15          |  |  |              |                       |              |              |              |  |              |                       |                    |              |              |        |
|                | Garcia / Buytrago       | 17             | 21             | 6              |  |  | Ashfiya / Akbar    | 21                    | 15          | 12          |             |  |  |              |                       |              |              |              |  |              |                       |                    |              |              |        |
|                | Ashfiya / Akbar         | 21             | 16             | 15             |  |  |                    |                       |             |             |             |  |  |              |                       |              |              |              |  |              |                       | Ha / Wu            | 20           | 16           |        |
|                | Taovato / Tipjan        | 13             | 21             | 12             |  |  |                    |                       |             |             |             |  |  |              |                       |              |              |              |  |              |                       | Younousse / Tijan  | 22           | 21           |        |
|                | Aldaş / Gurin           | 21             | 19             | 15             |  |  |                    | Aldaş / Gurin         | 22          | 18          | 11          |  |  |              |                       |              |              |              |  |              |                       |                    |              |              |        |
|                | Al-Jalbubi / Al-Hashimi | 16             | 17             |                |  |  | Bogatoe / Jakovlev | 20                    | 21          | 15          |             |  |  |              |                       |              |              |              |  |              |                       |                    |              |              |        |
|                | Bogatoe / Jakovlev      | 21             | 21             |                |  |  |                    |                       |             |             |             |  |  |              | Bogatoe / Jakovlev    | 9            | 19           |              |  |              |                       |                    |              |              |        |
|                | Salemi / Shokati        | 21             | 18             | 15             |  |  |                    |                       |             |             |             |  |  |              | Younousse / Tijan     | 21           | 21           |              |  |              |                       |                    |              |              |        |
|                | Takahashi / Ageba       | 16             | 21             | 6              |  |  |                    | Salemi / Shokati      | 17          | 19          |             |  |  |              |                       |              |              |              |  | Troostfinale | Troostfinale          | Troostfinale       | Troostfinale | Troostfinale |        |
|                | Al-Housni / Al-Shereiqi | 13             | 11             |                |  |  | Younousse / Tijan  | 21                    | 21          |             |             |  |  |              |                       |              |              |              |  |              | Pouraskari / Aghajani | 23                 | 28           |              |        |
|                | Younousse / Tijan       | 21             | 21             |                |  |  |                    |                       |             |             |             |  |  |              |                       |              |              |              |  |              |                       | Bogatoe / Jakovlev | 25           | 30           |        |